# Triodontopyga vorax
Triodontopyga vorax är en tvåvingeart som först beskrevs av Christian Rudolph Wilhelm Wiedemann 1830.  Triodontopyga vorax ingår i släktet Triodontopyga och familjen parasitflugor. Inga underarter finns listade i Catalogue of Life.